# 比利时文化
比利时以她的艺术、建筑、啤酒、食物以及巧克力闻名天下。
比利时人酷爱薯条，一般在各个小店或火车站都可以买到小包装的炸马铃薯，当地人叫做（荷兰语）或（法语，但是与法国人的叫法不同）。比利时人也酷爱喝啤酒，世界上最大的啤酒厂就在比利时。做甜点（Goffres)是比利时人的特长。比利时巧克力和瑞士巧克力闻名于世，手工制作的饼干、蛋糕等也非常有名。
比利时是很多法国作家的安乐窝，如维克多·雨果、大仲马等。比利时也是画家的天堂。弗莱芒画派是17世纪最重要的画派。